# Bronk (série télévisée)
Pour les articles homonymes, voir Bronk.
Bronk est une série télévisée américaine en 25 épisodes de 48 minutes créée par Carroll O'Connor, réalisée par Richard Donner et diffusée entre le 21 septembre 1975 et le 28 mars 1976 sur le réseau CBS.
Cette série est inédite dans tous les pays francophones.

## Synopsis
La série met en scène les enquêtes du lieutenant Alex Bronkov dit « Bronk » (Jack Palance) et ses inspecteurs subordonnés.

## Distribution
- Jack Palance : Lt. Alex Bronkov
- Henry Beckman : Harry Mark
- Tony King (en) : Sgt. John Webber
- Joseph Mascolo : Mayor Pete Santori

## Épisodes
1. Pilot
2. Open Contract
3. Wheel of Death
4. The Gauntlet
5. Echo of Danger
6. Terror
7. The Fifth Victim
8. Short Fuse
9. Line of Fire
10. Bargain in Blood
11. The Pickoff
12. Crackback
13. Deception
14. Betrayal
15. There's Gonna Be a War
16. Next of Kin
17. The Deadlier Sex
18. Jackson Blue
19. Long Time Dying
20. Target: Unknown
21. Jailbreak
22. Vengeance
23. The Ordeal
24. Death with Honor
25. The Vigilante